# ثيوفيلين
تيوفيلين أو ثيوفيلين (بالإنجليزية: Theophylline)‏ ويعرف أيضا باسم ديمثيلكسانثين-3 (بالإنجليزية: 3-dimethylxanthine)‏، يتنمي إلى مجموعة الميثيل زانثين  وهي نفس المجموعة التي ينتمي إليها الكافيين، الثيوفيلين هو دواء يستخدم في علاج أمراض الجهاز التنفسي مثل مرض الانسداد الرئوي المزمن والربو.

## التاريخ
تم استخراج الثيوفيلين لأول مرة من أوراق الشاي وتم التعرف عليه كيميائيًا حوالي عام 1888 من قبل عالم الأحياء الألماني ألبرشت كوسل. بعد سبع سنوات، وصفهيرمان إميل فيشر و لورينز آش تركيبًا كيميائيًا يبدأ بحمض 1.3-ثنائي ميثيلوريك. تم تقديم طريقة تخليق البيورين تراوب، وهي طريقة بديلة لتصنيع الثيوفيلين، في عام 1900 من قبل عالم ألماني آخر، فيلهلم تراوب. جاء أول استخدام سريري للثيوفيلين في عام 1902 كمدر للبول. استغرق الأمر 20 عامًا إضافية حتى تم الإبلاغ عنه لأول مرة كعلاج للربو. تم وصف الدواء في شراب حتى سبعينيات القرن الماضي باسم ثيوستات 20 و ثيوستات 80، وبحلول أوائل الثمانينيات في شكل أقراص يسمى كويبرون.

## الاستخدامات
تشمل الإجراءات الرئيسية للثيوفيلين:
- استرخاء العضلات الملساء القصبية
- زيادة انقباض عضلة القلب وكفاءتها
- زيادة معدل ضربات القلب[3]
- زيادة ضغط الدم
- زيادة تدفق الدم الكلوي
- تأثيرات مضادة للالتهابات
- تأثير تحفيز الجهاز العصبي المركزي بشكل رئيسي على مركز الجهاز التنفسي النخاعي.

تهدف الاستخدامات العلاجية الرئيسية للثيوفيلين إلى:
- داء الانسداد الرئوي المزمن
- الربو
- توقف التنفس عند الرضع
- يمنع عمل الأدينوزين. ناقل عصبي مثبط يحفز على النوم ويقلص العضلات الملساء ويريح عضلة القلب.
- علاج الصداع بعد ثقب الجافية.[4]

## الأعراض الجانبية
إن استخدام الثيوفيلين معقد بسبب تفاعله مع العديد من الأدوية وحقيقة أن له نافذة علاجية ضيقة. استخدامه يجب أن تتم مراقبته عن طريق القياس المباشر لمستويات الثيوفيلين في الدم لتجنب السمية. كما يمكن أن يسبب الغثيان والإسهال وزيادة معدل ضربات القلب واضطراب نظم القلب وإثارة الجهاز العصبي المركزي (الصداع والأرق والتهيج والدوخة والدوار). يمكن أن تحدث النوبات أيضًا في حالات التسمم الشديدة، وتعتبر حالة عصبية طارئة. تزداد سُميته عن طريق الإريثروميسين والسيميتيدين والفلوروكينولونات، مثل سيبروفلوكساسين. يمكن أن تؤدي بعض تركيبات الثيوفيلين ذات الأساس الدهني إلى مستويات ثيوفيلين السامة عند تناولها مع الوجبات الدهنية، وهو تأثير يسمى جرعة الإغراق، ولكن هذا لا يحدث مع معظم تركيبات الثيوفيلين. يمكن معالجة سمية الثيوفيلين بحاصرات بيتا. بالإضافة إلى النوبات، يعد عدم انتظام ضربات القلب مصدر قلق كبير. لا ينبغي استخدام الثيوفيلين في توليفة مع فلوفوكسامين.

## وصلات خارجية
- http://www.nlm.nih.gov/medlineplus/druginfo/meds/a681006.html
- http://www.nhs.uk/Conditions/Asthma/Pages/MedicineOverview.aspx?condition=Asthma&medicine=Theophylline